# RBR M80

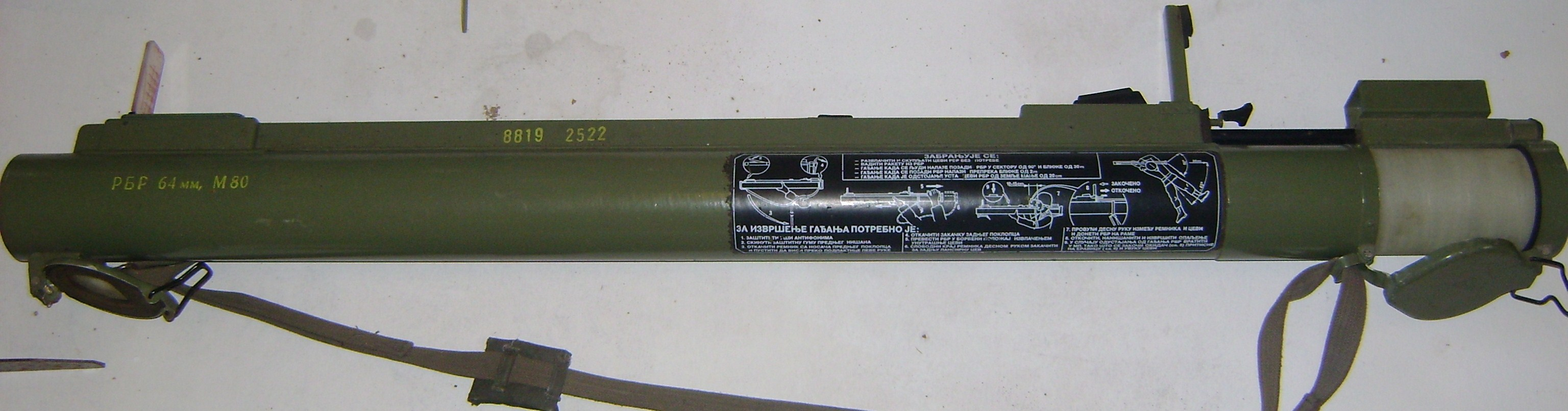
RBR M80 Zolja

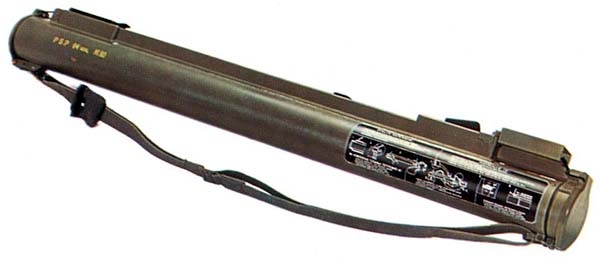
Granatnik w pozycji złożonej

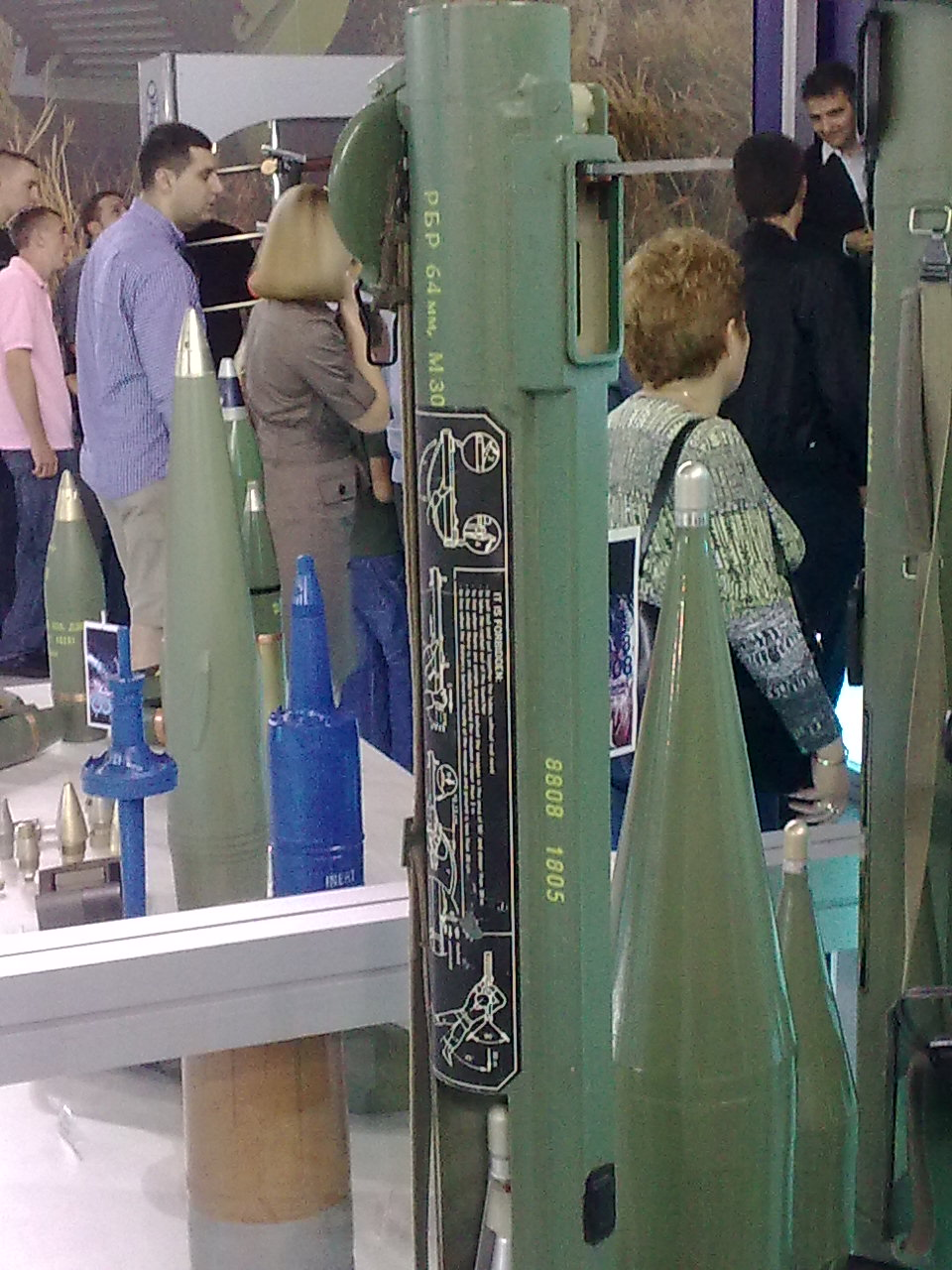
M80 na targach militarnych w Belgradzie

RBR M80 Zolja – skonstruowany w Jugosławii granatnik przeciwpancerny wzorowany na M72 LAW. Po rozpadzie Jugosławii produkowany przez macedońską firmę 11 Oktomvri – Eurokompozit.
Granatnik M80 składa się z jednorazowej, teleskopowej wyrzutni i pocisku rakietowego stabilizowanego brzechwowo.

## Dane taktyczno-techniczne
- Kaliber: 64 mm
- Masa: 3,00 kg
- Masa pocisku: 1,58 kg
- Długość: 860/1200 mm
- Prędkość początkowa pocisku: 190 m/s
- Donośność: 250 m
- Przebijalność: 300 mm